# 최길성
최길성(崔吉成, 1978년 2월 6일~)은 전 KBO 리그 SK 와이번스의 선수이자, 현재 ING 생명 보험설계사로 활동하고 있다.
2000년 해태 타이거즈에 입단하였으나 그 해 시즌 후 방출당하였다. 2001년 LG 트윈스에 이적하였으나 별 다른 행보가 없이 상무에서 군 복무를 마쳤다. 2006년 주전 자리를 꿰차고 자신의 커리어 하이였던 83경기에 출장하여 0.256의 타율을 기록하였다. 그러나 2007년 팀 동료인 최만호와 함께 롯데 자이언츠의 박석진과 손인호를 상대로 트레이드되었고, 2008년 롯데 자이언츠에서도 방출되었다. 그 해 SK 와이번스에 입단 테스트를 받고 입단하였으나, 결국 1군에 오르지 못하고 시즌 중 웨이버 공시되어 은퇴했다.
현재는 ING 생명의 보험 설계사(FC)로 근무하고 있다.

## 출신 학교
- 서울중대초등학교
- 배재중학교
- 배재고등학교
- 연세대학교